# U, Me & She
U, Me & She to wydany w 2001 roku singel amerykańskiej grupy hip-hopowej Ruff Ryders. Promuje album "Ryde or Die Vol. 3". Utwór wykonuje Eve. Podkład wyprodukował Irv Gotti.
16 września 2002 Eve wydała singla "Gangsta Lovin'" promującego jej trzeci album "Eve-Olution", na którym znalazło się również "U, Me & She".

## Lista utworów

### 12"

#### Side One
1. "U, Me & She" (Radio)
2. "U, Me & She" (Instrumental)

#### Side Two
1. "U, Me & She" (LP Version)

### Maxi-CD
1. "Gangsta Lovin'" (Eve ft. Alicia Keys)
2. "U, Me & She" (Eve)